# 海韻軒

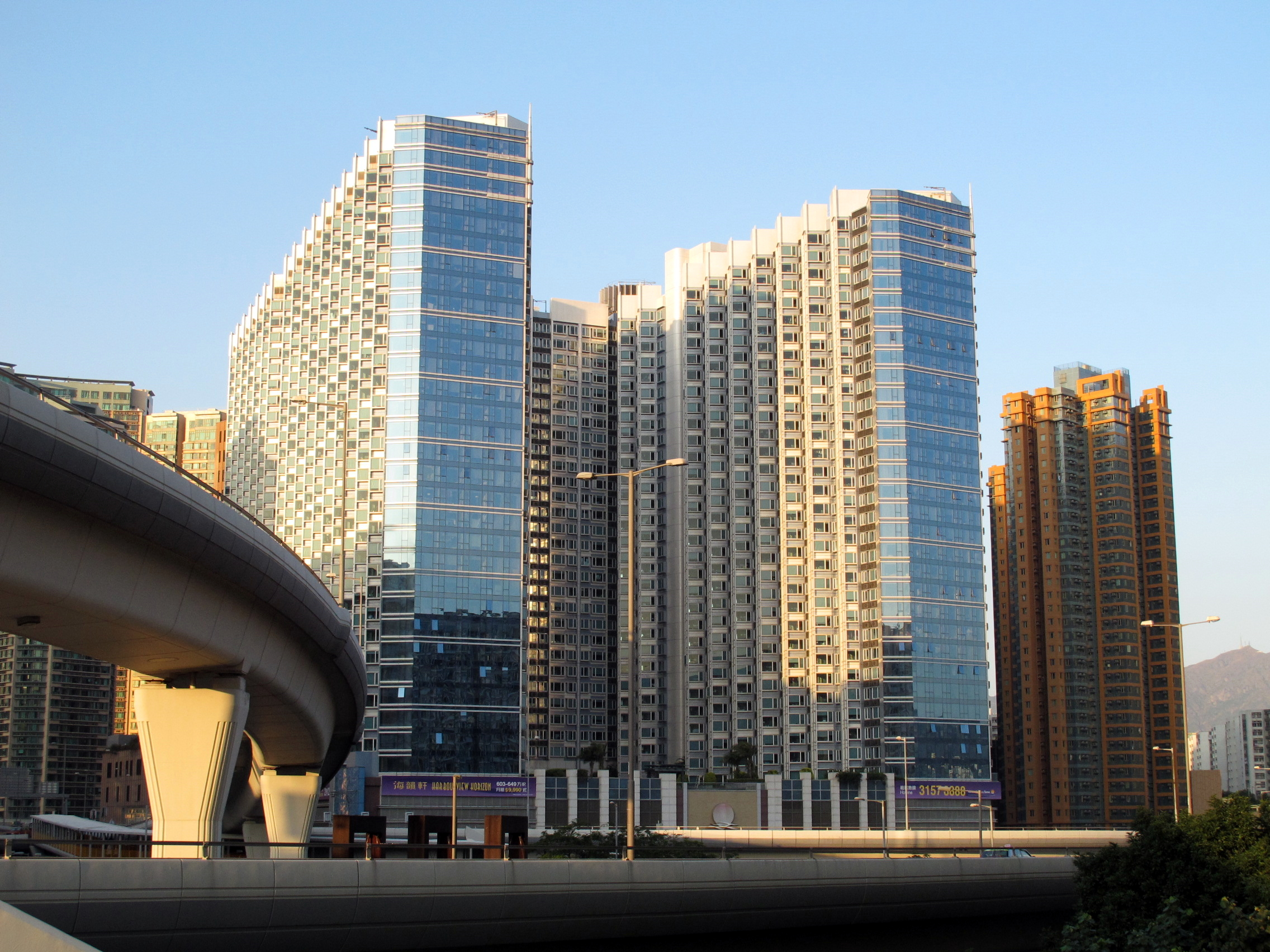
海韻軒

海韻軒（英語：Harbourview Horizon）全名海韻軒海景酒店，是香港的一間酒店式公寓，位於九龍紅磡灣紅樂道12號，與海灣軒合成「雙子酒店」，鄰近港鐵紅磡站，是長江實業集團屬下四間「家庭式酒店」之一，於2006年開業。
海韻軒提供1,980間房，全部附連家具、裝修及備餐間，面積603-649平方呎，分為兩房兩廳及三房兩廳間隔。少量連花園平台或露台，部份單位有維多利亞港海景。
2019年，發展商長實計劃將海韻軒重建成2幢約29層高商廈，以及1幢2層高較矮的物業，樓面面積約110.7萬平方呎，有關申請在2019年5月獲屋宇署批准。到2022年10月，發展商向城規會申請將項目擬改裝為1503個住宅單位，另設442個酒店房間。

## 設施
- 園林花園
- 游泳池／按摩池
- 男、女桑拿室
- 視聽室
- 健身室
- 兒童天地
- 消閒娛樂中心
- 商務中心

## 外部参考
- 官方網站